# Domenica di sangue (1905)
Con Domenica di sangue, in russo Кровавое воскресенье?, Krovavoe voskresen'e, si è soliti indicare l'eccidio compiuto a San Pietroburgo il 22 gennaio 1905 (9 gennaio secondo il calendario giuliano) da reparti dell'esercito e della Guardia imperiale russa che aprirono il fuoco contro una manifestazione pacifica di dimostranti disarmati diretti al Palazzo d'Inverno per presentare una supplica allo zar Nicola II.
La marcia era stata organizzata dal pope Gapon, che in seguito fu accusato di essere un agente provocatore della polizia politica zarista. La strage ebbe gravissime conseguenze per il regime, perché minò profondamente la fiducia della popolazione nei confronti dello zar, aprendo la strada alla Rivoluzione del 1905.

## Il movimento operaio russo all'inizio del XX secolo

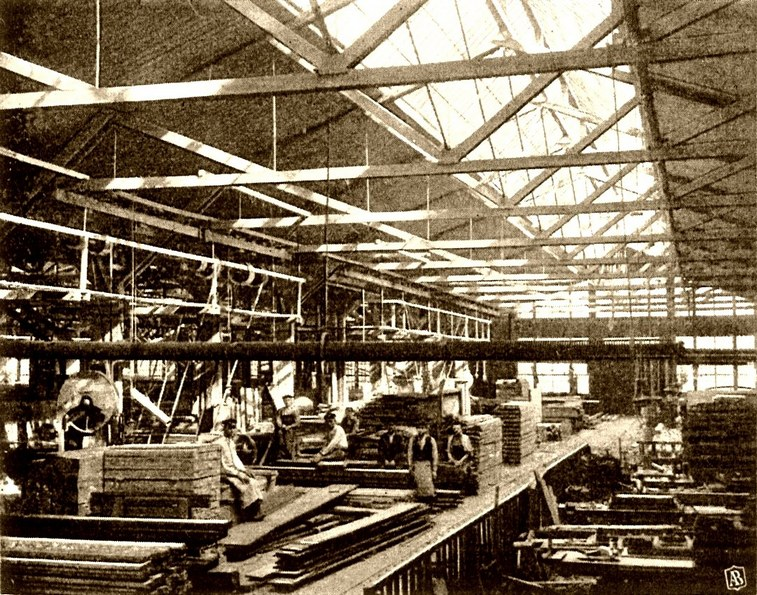
Le officine Putilov di Pietroburgo

L'industrializzazione della Russia aveva conosciuto una forte accelerazione nell'ultimo decennio del XIX secolo. Secondo i dati ufficiali, nel 1890 gli operai russi ammontavano a 1.424.700 unità, mentre nel 1900 erano saliti a 2.373.400, con un incremento del 66.6%. Per quanto rispetto alla popolazione complessiva essi rappresentassero una percentuale molto modesta, per vari motivi la loro importanza era molto maggiore della loro consistenza numerica.
Poiché i bassi redditi della popolazione non favorivano un mercato interno largo e differenziato, gli investimenti furono indirizzati nella produzione tessile, concentrata nella regione di Mosca, e nella produzione meccanica e metallurgica, che poteva contare sulle commesse statali, accentrata soprattutto a Pietroburgo. Caratteristica dello sviluppo industriale in Russia fu la creazione di grandi complessi in pochi centri. Nel 1890 le fabbriche con più di 500 operai rappresentavano il 20% del totale delle industrie, ma in esse si concentrava il 58% della popolazione operaia complessiva, con un costante aumento nel tempo: nel 1902 tali grandi complessi industriali raggiunsero il 26% e vi lavoravano quasi il 70% degli operai.
I lavoratori, provenienti in prevalenza dai villaggi rurali, tendevano ad assumere una mentalità più aperta e ad acquisire nella fabbrica il senso della solidarietà e del comune interesse. La coscienza di appartenere a una classe con peculiari interessi economici e politici era favorita dalla propaganda svolta delle organizzazioni socialiste e dalle stesse condizioni di lavoro, caratterizzate da un elevato sfruttamento, dai bassi salari, decurtati anche dall'abuso delle multe, e dalla totale mancanza di diritti sindacali.
Gli anni novanta videro l'ampliarsi del ricorso allo sciopero, per quanto fosse illegale e punito fino all'arresto e alla deportazione. Gli obiettivi degli scioperi erano prevalentemente economici, consistendo nella richiesta di aumenti salariali e della diminuzione dell'orario di lavoro; raramente erano determinati da motivi sindacali, quali il riconoscimento del diritto di sciopero o la possibilità di creare organizzazioni di rappresentanza operaia, e ancor meno da motivi politici.
Queste agitazioni, in particolare il grande sciopero degli operai tessili di Pietroburgo nel maggio del 1896, indusse il ministro Vitte a promulgare la legge del 14 giugno 1897, con la quale la durata dell'orario giornaliero di lavoro venne fissata in undici ore e mezza, peraltro non per tutte le categorie e comunque disattesa o aggirata con il ricorso al lavoro straordinario, reso di fatto obbligatorio dalle aziende. Il governo non prese invece in considerazione la legalizzazione dei sindacati, per timore che si trasformassero in veri e propri partiti politici, incompatibili con il regime autocratico vigente.

### Il «socialismo poliziesco»

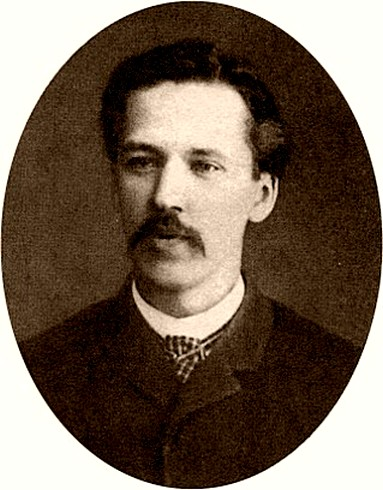
Sergej Zubatov

Quello che il governo non poteva concedere, lo fece a suo modo la polizia politica. Nel 1898 Sergej Zubatov, un dirigente dell'Ochrana di Mosca, suggerì ai propri superiori la creazione di organizzazioni legali dei lavoratori poste sotto la sorveglianza della polizia: «Se le modeste necessità e richieste degli operai sono sfruttate dai rivoluzionari per scopi profondamente antigovernativi», era il caso che le autorità «togliessero dalle loro mani quest'arma», assumendosi direttamente il compito di organizzare e gestire associazioni operaie.
Zubatov afferma che gli operai hanno il diritto di vivere meglio, guadagnando di più, lavorando di meno e avendo più tempo libero. Per questo hanno bisogno di un'organizzazione, integrata nelle istituzioni, che rappresenti i loro interessi: essi potranno utilizzare anche lo sciopero per ottenere miglioramenti della loro situazione, mentre ora i rivoluzionari lo utilizzano «per aizzare gli operai contro il governo». «La lotta degli operai per migliorare la loro esistenza» – scrive Zubatov – «discende dalla natura stessa della vita; con nessun mezzo è possibile fermarla, essa è inevitabile». Al di sopra di questa lotta di classe resta il potere supremo dello zar, «il quale non appartiene a nessun ordine, classe e partito e circonda tutto il suo popolo della sua paterna e amorevole protezione».

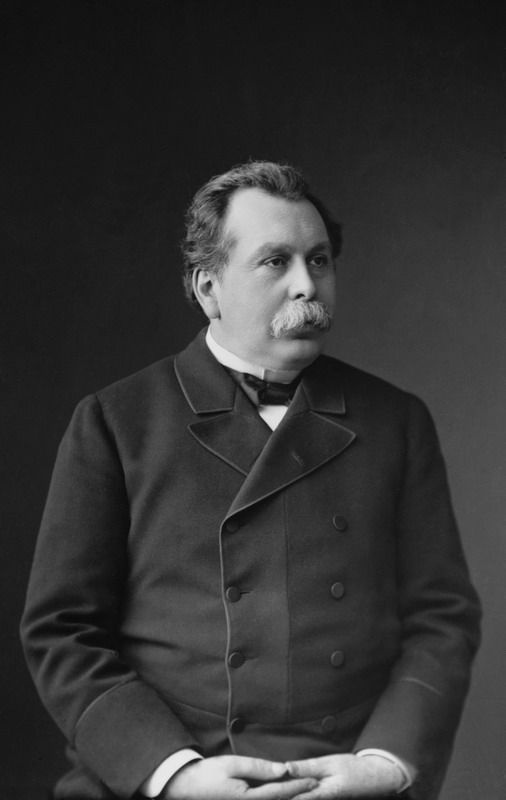
Il ministro Pleve

Nell'agosto del 1900 Zubatov espose tali idee al capo della polizia di Mosca Dmitrij Trepov, che ne informò il governatore, il granduca Sergej Aleksandrovič Romanov. Il piano di Zubatov fu accettato e divenne operativo nel maggio del 1901 con la creazione della Società di mutuo soccorso degli operai dell'industria meccanica, il cui statuto fu approvato dal ministero degli interni il 14 febbraio 1902. Tra i compiti segreti della Società era il reclutamento in ogni fabbrica di operai che fossero leali alle autorità ma che godessero della fiducia dei lavoratori, avendo possibilmente un passato rivoluzionario. Costoro avrebbero costituito un comitato con il compito di raccogliere e rappresentare le istanze degli operai di fronte alla direzione dell'impresa.
Società analoghe a quella di Mosca furono costituite a Kiev, Char'kov, Ekaterinoslav', Hrodna, Minsk, Mykolaïv, Odessa, Perm', Vilnius e Pietroburgo, dove Zubatov fu trasferito nell'ottobre del 1902. Qui conobbe il pope Georgij Gapon, e lo invitò a collaborare alle sue iniziative. Un giornalista che aveva un tempo tenuto delle conferenze agli operai delle organizzazioni di Zubatov, raccontò che quelle società erano una trappola preparata dalla polizia per tenere lontani i lavoratori dagli intellettuali socialisti e soffocare così ogni iniziativa politica. Gli agenti della polizia, frequentando abitualmente le riunioni, identificavano gli operai più abili e intelligenti, con lo scopo di arrestarli alla prima occasione e privare il movimento operaio dei suoi migliori elementi.
Presto si manifestarono le contraddizioni presenti nel progetto di Zubatov. Da una parte la polizia aveva il dovere di reprimere gli scioperi, dall'altra gli agenti dell'Ochrana presenti nelle organizzazioni operaie dovevano appoggiarli, e poiché i sindacati e gli scioperi erano vietati dalla legge, gli industriali non intendevano accettare senza reagire né gli uni né gli altri. Clamoroso fu il caso dell'industriale Jules Goujon, cittadino francese che, minacciato d'arresto e d'espulsione dalla polizia politica per essersi rifiutato di trattare con i propri operai, fece ricorso presso il governo, che fu costretto a dargli ragione.
L'avventura delle Società di Zubatov ebbe fine nel settembre del 1903, quando esse vennero sciolte d'autorità. Era accaduto che, in luglio, il collaboratore di Zubatov a Odessa, il dottor Šaevič, aveva guidato un grande sciopero che per un mese aveva paralizzato la città, provocando proteste tra gli imprenditori e negli ambienti governativi. Zubatov e Šaevič furono esiliati dal ministro Pleve. La decisione di Pleve, che pure approvava il progetto di «socialismo poliziesco», sarebbe stata determinata soprattutto dall'appoggio che Zubatov dava al ministro Vitte, favorevole a qualche concessione al movimento operaio.

### Gapon e l'Assemblea degli operai russi

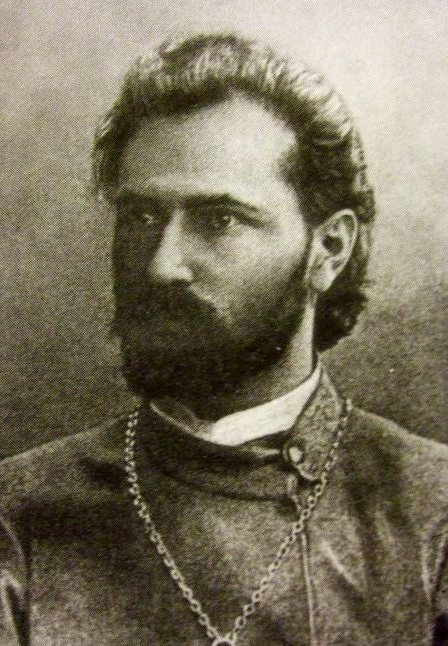
Georgij Gapon

Non fu infatti sciolto il circolo operaio fondato a Pietroburgo nel settembre del 1903 dal pope Georgij Gapon, anzi egli poté sviluppare l'iniziativa. In novembre, d'accordo col governatore Klejgel's, fu trasmesso al ministro Pleve lo statuto dell'Assemblea degli operai russi di fabbrica e d'officina elaborato da Gapon. Pleve lo approvò con qualche modifica il 28 febbraio 1904.
Nello statuto non si accennava a diritti sindacali e politici, ma si prevedeva di utilizzare il tempo libero degli operai organizzando concerti, serate danzanti, conferenze, sale di lettura. Membri dell'Assemblea potevano essere solo operai russi, di entrambi i sessi e di confessione cristiana. A capo dell'Assemblea vi era un «consiglio di responsabili» e come suo rappresentante lo stesso Gapon.
Gapon aveva informato il capo della polizia Lopuchin della novità rappresentata dall'Assemblea rispetto alle Società di Zubatov. Queste erano state dirette «e nemmeno abilmente, dalla polizia», nell'Assemblea di Gapon la polizia doveva invece «ritirarsi in un cantuccio, riservandosi la funzione dell'osservatore attento e del controllore rigoroso», poiché tra gli operai dominava « un atteggiamento ostile e diffidente verso qualsiasi buona iniziativa del potere governativo e poliziesco».
L'Ochrana e il governo finanziarono l'iniziativa, senza che Gapon se ne scandalizzasse: di fatto «quel denaro era stato preso dalle tasche del popolo e io non facevo altro che restituirlo ai loro veri proprietari». Il successo dell'organizzazione, cui aderivano numerosi gli operai di Pietroburgo, fece scrivere il governatore Fullon al ministro Pleve che l'Assemblea «costituisce un fermo baluardo contro la penetrazione delle idee socialiste nell'ambiente operaio» e Pleve, il 3 giugno 1904, autorizzò l'apertura di altre sezioni dell'Assemblea in vari quartieri della capitale. Così, l'Assemblea poté contare a dicembre su undici sezioni, più una dodicesima aperta a Sestroreck, cittadina prossima alla frontiera finlandese, complessivamente forti di circa 20.000 soci.
I gruppi socialdemocratici che operavano illegalmente a Pietroburgo denunciarono la natura equivoca dell'Assemblea, ma nell'organizzazione di Gapon entrarono anche elementi della socialdemocrazia come il Gruppo Karelin, fondato da Aleksej Egorovič Karelin e Vera Karelina, due coniugi, operai bolscevichi dissidenti, che ritenevano possibile, sfruttando le risorse offerte dall'Assemblea, «formare un esercito proletario, del quale il governo e i capitalisti dovranno alla fine tener necessariamente conto».

## Lo sciopero generale

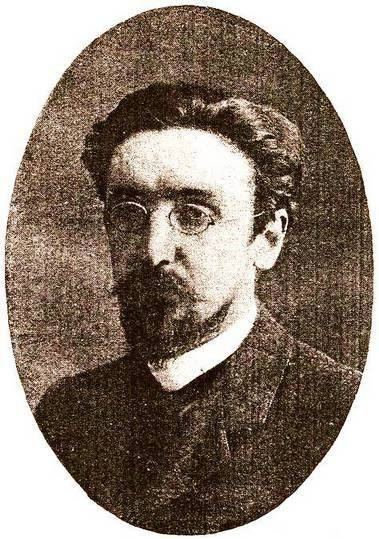
Sergej Prokopovič

Nel dicembre del 1904 la direzione delle officine Putilov licenziarono quattro operai aderenti all'Assemblea e il 3 gennaio 1905 Gapon ne chiese inutilmente la riassunzione. Il 9 gennaio si tenne in una sezione dell'Assemblea un'infuocata riunione di operai della Putilov, che ricordarono a Gapon che era venuto il momento di smentire con i fatti la fama secondo la quale l'organizzazione era soltanto una creatura dell'Ochrana.
Tuttavia, le trattative con l'azienda non sortirono effetti, mentre il governo non intervenne. Il 14 gennaio i dirigenti dell'Assemblea decisero lo sciopero delle officine Putilov e il giorno dopo, domenica 15 gennaio, l'assemblea degli operai della sezione Narva si dichiarò a favore dello sciopero generale degli operai di Pietroburgo. Il 16 gennaio scioperarono 12.600 dei 15.000 lavoratori delle officine Putilov.
Rifiutata la proposta della direzione di riassumere solo due dei quattro operai, gli operai presentarono una serie di rivendicazioni. Si chiedeva una contrattazione tra lavoratori e azienda per stabilire l'importo della retribuzione con la fissazione dei minimi salariali, la giornata lavorativa di otto ore, il divieto del lavoro straordinario senza il consenso del lavoratore, il diritto di sciopero e il miglioramento delle condizioni ambientali della fabbrica. L'azienda respinse le richieste e l'Assemblea dichiarò lo sciopero a oltranza in tutte le fabbriche di Pietroburgo.
Il 18 gennaio a Pietroburgo entrarono in sciopero 26.000 lavoratori. Gli industriali minacciarono la serrata e ottennero un incontro dal ministro delle Finanze Kokovcov, che si dichiarò solidale con loro e scrisse al ministro degli Interni Svjatopolsk-Mirskij e allo zar, definendo la situazione estremamente pericolosa e prospettando l'uso della forza per porre fine allo sciopero. Nelle riunioni dell'Assemblea Gapon lanciò la proposta di presentare una petizione a Nicola II: «Lo zar non conosce i nostri bisogni. Andiamo a dirglieli».
Il 19 gennaio Gapon incontrò gli intellettuali liberali Sergej Prokopovič, Ekaterina Kuskova, Vasilij Bogučarskij-Jakovlev e un giornalista inglese, chiedendo loro di mettere insieme un programma di riforme politiche e sociali da inserire nella petizione allo zar. La sera all'Assemblea fu deciso a grande maggioranza la manifestazione pacifica che il 22 gennaio avrebbe portato gli operai davanti al Palazzo d'Inverno per presentare la petizione. Durante la notte Gapon ne rifinì il testo del quale fece stampare quindici esemplari, due dei quali per i ministri Svjatopolsk-Mirskij e Murav'ëv e un terzo per Nicola II che, con una lettera personale di Gapon che lo invitava a essere presente al Palazzo d'Inverno la prossima domenica, fu consegnato alla residenza imperiale di Carskoe Selo da due emissari del pope.

## La petizione

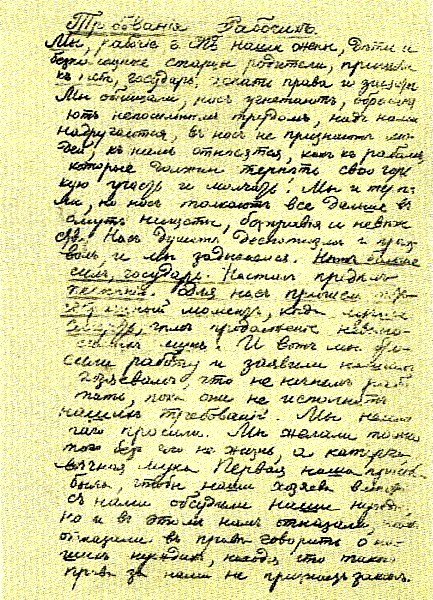
La petizione di Gapon

Dopo un preambolo nel quale descriveva le deplorevoli condizioni economiche e lavorative degli operai di Pietroburgo, che erano poi quelle della maggioranza del popolo russo, e sosteneva le ragioni dello sciopero di fronte all'atteggiamento del padronato che trattava come un delitto e un'insolenza qualunque richiesta degli operai, Gapon individuava nel malgoverno e nella mancanza di diritti politici e civili la causa di tutti i mali: «L'intero popolo – operai e contadini – è lasciato all'arbitrio del governo dei funzionari, formato da dilapidatori e da ladri, che non solo non si curano degli interessi del popolo, ma li calpestano». Essendo privo del «diritto di pensare, di parlare, di riunirci, di discutere dei nostri bisogni», chiunque «osi alzare la voce in favore della classe operaia» è gettato in prigione o mandato in esilio.
Occorreva chiamare il popolo al governo, convocando un'Assemblea costituente di rappresentanti di tutte le classi del paese, eletti con suffragio universale. A questa fondamentale richiesta faceva seguito un elenco di misure politiche, giudiziarie, economiche e sociali: libertà e inviolabilità della persona, libertà di parola, di stampa, di associazione e di coscienza; separazione tra Stato e Chiesa; istruzione generale, obbligatoria e gratuita; responsabilità dei ministri verso la nazione e garanzie di legalità dei metodi amministrativi; eguaglianza di tutte le persone di fronte alla legge; liberazione dei detenuti politici; abolizione dell'imposta indiretta e sua sostituzione con un'imposta diretta e progressiva sul reddito; abrogazione dell'imposta di riscatto delle terre; crediti a basso interesse e trasferimento graduale della terra al popolo; protezione legislativa del lavoro; libertà dei sindacati operai; giornata lavorativa di otto ore e limitazione dello straordinario; libertà di «lotta tra lavoro e capitale»; assicurazione sociale a favore degli operai; salario «normale».
L'idea che tra il governo e la burocrazia da una parte e il sovrano assoluto dall'altra, vi fosse effettivamente una separazione di volontà e di comportamenti, e che Nicola II, autocrate convinto, potesse prendere sul serio un tal genere di richieste democratiche, testimonia dell'ingenua fede nello zar di tanta parte del movimento operaio russo del tempo.
La mattina del 20 gennaio, mentre a Pietroburgo scioperavano 130.000 lavoratori, Gapon lesse la petizione in tutte le sezioni dell'Assemblea, che venne approvata con entusiasmo dagli operai. Il pope puntualizzava: «La manifestazione al Palazzo dev'essere pacifica; nessuno deve portare armi. È essenziale che tutti vedano che non si tratta di una rivoluzione, ma di una processione pacifica verso lo zar». Gapon fu ricevuto nel pomeriggio dal ministro della Giustizia Murav'ëv, che si dimostrò fortemente contrariato, affermando che la petizione rappresentava una minaccia per l'autocrazia e non garantendo il regolare svolgimento della manifestazione. Il ministro delle Finanze Kokovcov non volle riceverlo e a sera Gapon informò della petizione l'agenzia internazionale di stampa Reuters. Poi, temendo di essere arrestato, passò la notte fuori di casa.

## Lo stato d'assedio

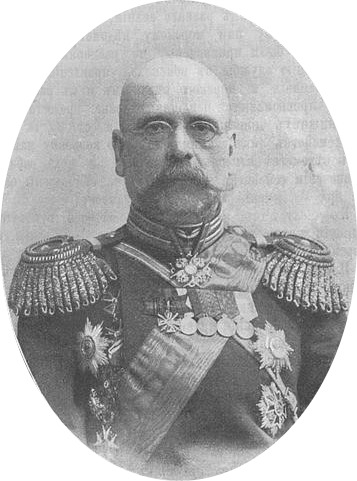
Nikolaj Mešetič

Il 21 gennaio un gruppo d'intellettuali, gli storici Gessen e Mjakotin, il poeta Annenskij, il giornalista Pešechonov, gli scrittori Arsen'ev e Gor'kij, insieme con un dirigente dell'Assemblea, l'operaio Kuzin, chiesero di essere ricevuti da Svjatopolsk-Mirskij per esporgli la loro preoccupazione e convincerlo a lasciar ricevere gli operai dallo zar. Il ministro li rimandò dal generale Rydzevskij, capo della gendarmeria di Pietroburgo, che si limitò a promettere d'informare il ministro degli Interni.
Il ministro Svjatopolsk-Mirskij, informato della decisione dello zar di non recarsi a Pietroburgo e ricevuta una lettera di Gapon che confermava la manifestazione di domenica, convocò d'urgenza una riunione alla quale parteciparono Murav'ëv e Kokovcov, il capo della polizia Lopuchin, il capo della gendarmeria Rydzevskij, il comandante della guardia Vasil'čikov, il capo di stato maggiore del distretto di Pietroburgo Mešetič e il governatore Fullon. Fu deciso di presidiare con reparti dell'esercito i ponti sui canali per impedire il passaggio della manifestazione nel centro della città e il loro arrivo al Palazzo d'Inverno.
Svjatopolsk-Mirskij e Lopuchin andarono poi a rapporto dallo zar a Carskoe Selo. Scrisse in proposito Nicola II nel suo diario: «Da ieri tutte le officine e le fabbriche di San Pietroburgo sono in sciopero. Si sono fatte venire truppe dai dintorni per rinforzare la guarnigione. Finora gli operai sono stati calmi. Il loro numero è stimato in 120.000. Alla testa della loro Unione si trova una specie di prete socialista chiamato Gapon. Mirskij è venuto la sera a presentarmi il suo rapporto sulle misure prese».
I generali Mešetič e Vasil'čikov riferirono delle misure prese al governatore Fullon. Nicola II ordinò lo stato d'assedio a Pietroburgo, affidando il mantenimento dell'ordine allo zio, il granduca Vladimir, e per suo tramite, al generale Vasil'čikov. Il decreto di stato d'assedio non fu però reso pubblico. Fu deciso anche l'arresto di Gapon per «crimini contro lo Stato». Nel corso della notte la polizia arrestò decine di socialisti ma non Gapon, nascosto in casa di suoi seguaci e protetto da una scorta armata.
La città venne divisa in otto settori militari, ciascuno dei quali controllato da distaccamenti di fanteria e cavalleria. A questo scopo fu rafforzata la guarnigione di Pietroburgo con reggimenti giunti da Pskov, Reval e Peterhof. Complessivamente, all'alba del 22 gennaio presidiavano la città oltre 30.000 soldati, senza contare i 10.000 agenti della gendarmeria e della polizia segreta.

## La domenica di sangue

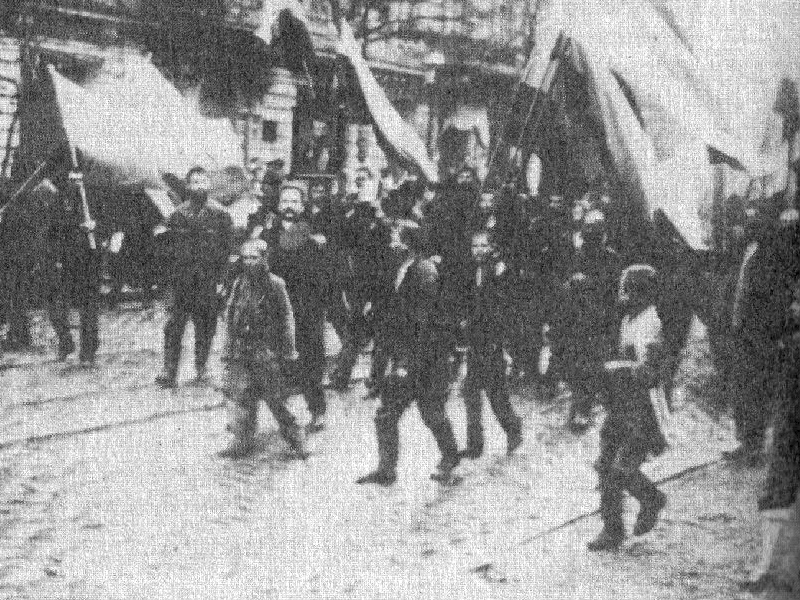
Corteo di manifestanti

Domenica 22 gennaio più di 100.000 manifestanti s'incamminarono in direzione del Palazzo d'Inverno partendo da ciascuna delle undici sezioni dell'Assemblea. I primi a mettersi in marcia, alle prime ore del mattino, furono quelli provenienti dal lontano sobborgo di Kolpino, guidati dal loro segretario Bykov. Non erano più di un migliaio e, raggiunta la prospettiva Šlissel'burg, furono fermati da uno squadrone di cosacchi. Non avendo ottenuto il permesso di percorrere la Prospettiva, attraversarono la Neva ghiacciata e si immisero sul viale Kalašnikovskij. Fermati anche qui, sciolsero il corteo e a piccoli gruppi si diressero verso il Palazzo d'Inverno.
Anche i 15.000 manifestanti partiti dalla sezione Nevskij e guidati dal segretario Nikolaj Petrov raggiunsero la Prospettiva Šlissel'burg. Dopo qualche trattativa inconcludente, il corteo fu caricato dai cosacchi e i manifestanti, superati i parapetti della Neva, si diressero sul fiume ghiacciato verso il centro della città. Allo stesso modo si comportarono gli operai delle sezioni Porto e Vasil'evskij Ostrov i quali, respinti dai ponti, superarono la Neva gelata mentre i soldati, conformemente agli ordini ricevuti, rimasero fermi a bloccare l'accesso ai ponti. Dopo mezzogiorno questi manifestanti, tra i quali erano Vera e Aleksej Karelin, raggiunsero la piazza del Palazzo d'Inverno.
Nei pressi della Prospettiva Nevskij, verso le 10, ci furono le prime vittime. Il ministro Kokovcov, che abitava nei pressi, vide un corteo che, tentando di attraversare il ponte Poličejskij, venne respinto a fucilate. I manifestanti retrocedettero su via Volynkin da dove rinnovarono più volte i tentativi di attraversare il fiume Mojka, ma furono sempre rigettati sanguinosamente dalle truppe.
Il corteo di 20.000 lavoratori che, verso le 11, partì dalla sezione Narva, non sapeva nulla delle sparatorie sulla Nevskij. In seconda fila, preceduto da due commissari di polizia e da operai che reggevano icone e ritratti dello zar e della zarina, stava Gapon in abito laico ma, affiancato dal social-rivoluzionario Rutenberg e dal dirigente dell'Assemblea Kuzin e seguito dagli operai Filippov e Vasil'ev, portava una grande croce. Dalla folla s'innalzavano canti religiosi misti a lodi allo zar e dai marciapiedi i passanti si scoprivano il capo e si facevano il segno della croce.

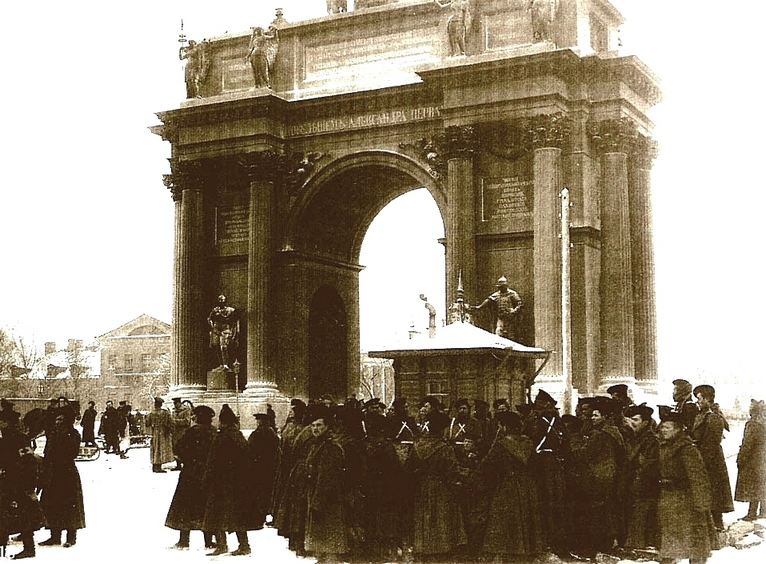
Militari alla Porta di Narva

Verso le 11.30 la processione giunse in prossimità della Porta di Narva, dove erano attestati il 93º reggimento di fanteria di Irkutsk e uno squadrone di cavalleria cosacca. I cosacchi, che avevano l'ordine di disperdere i manifestanti e catturare Gapon, caricarono il corteo, che resistette compatto e al grido di «libertà o morte!», continuò ad avanzare. Quando fu giunto a trenta metri dalla truppa, dopo uno squillo di tromba di avvertimento, la prima fila dei soldati fece fuoco.
Si parla di sette o nove successive scariche di fucileria. Gapon rimase a terra, illeso in mezzo ai cadaveri, alle icone e ai ritratti dello zar sparsi nella neve: tra i morti accanto a lui, Filippov, Vasil'ev, uno dei commissari di polizia, un bambino. Egli racconta che un pensiero gli balenò allora nella mente: «Tutto questo è opera del nostro Piccolo Padre lo zar!». Preso dalla disperazione gridò « Non c'è più zar per noi! » e fuggì con Rutenberg. I superstiti si dispersero, ma molti di loro raggiunsero a gruppi il Palazzo d'Inverno, dove li attendeva una nuova e maggiore strage. Gapon, travestito da operaio, tagliati i capelli e la barba, si nascose in casa di un'amica di Rutenberg.
Due colonne provenienti da Vyborg e dalla Peterburgskaja Storona convergevano intanto in piazza Trinità, davanti al ponte omonimo. Il corteo di Vyborg venne caricato dagli ulani, sciabola in pugno, ma continuò ad avanzare malgrado i caduti. Quando sopraggiunse il grande corteo della Peterburgskaja, composto di almeno 20.000 manifestanti, dopo uno squillo di tromba una compagnia del reggimento Pavlovskij fece fuoco a tre riprese. Seguì una nuova carica degli ulani e gli operai fuggirono lasciando sul terreno una cinquantina di morti e un centinaio di feriti.
A mezzogiorno una folla crescente si ammassava all'entrata della piazza del Palazzo d'Inverno e davanti al recinto del giardino Aleksandrovskij in attesa dell'arrivo di Gapon. Davanti al palazzo vigilavano 2.000 militari: compagnie dei reggimenti Pavlovskij e Preobraženskij, squadroni di cavalleria della guardia e dei cosacchi, artiglieri. Mentre si diffondevano le notizie sulle sparatorie al ponte Trinità e all'arco di Narva, i soldati tentarono di sgombrare i margini del giardino, ma la folla si ritirava, scavalcava le cancellate, tornava ad ammassarsi.

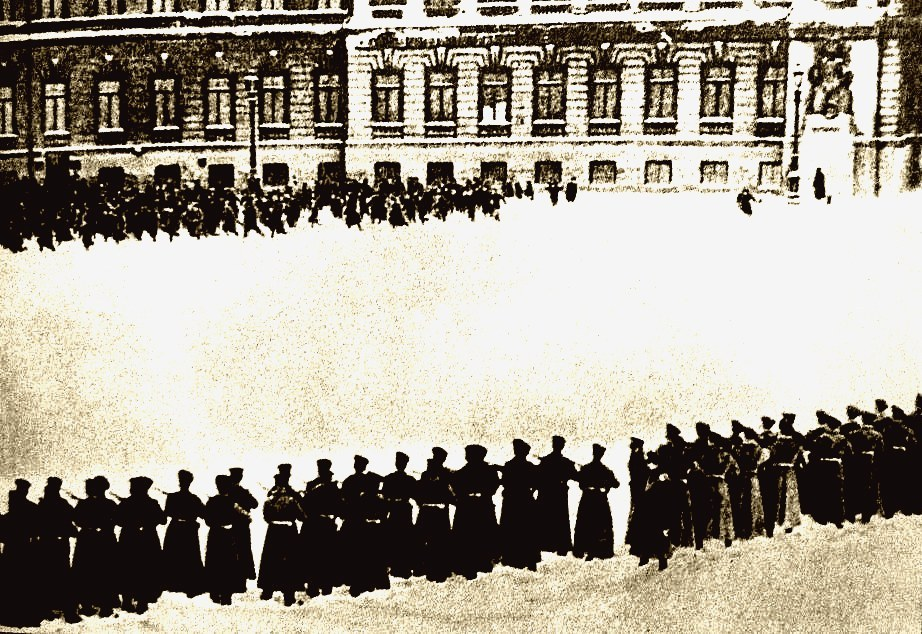
Ricostruzione della sparatoria al Palazzo d'Inverno dal film Il 9 gennaio di Vjačeslav Viskovskij (1925)

Verso le due il generale Vasil'čikov ordinò di prepararsi ad aprire il fuoco. Poiché la folla non intendeva disperdersi, il capitano Mansurov fece squillare le trombe. Poi, una prima scarica partita dalla prima fila del Preobraženskij abbatté una dozzina di persone. Seguì una seconda, poi si sparò ai ragazzi arrampicati sugli alberi del giardino Aleksandrovskij. La folla si sbandò e fuggì sulla Nevskij. Qui agiva il battaglione del reggimento Semënovskij, comandato dal tenente colonnello Riman, che aprì il fuoco quattro volte. Comparve qualche bandiera rossa e una dozzina di barricate vennero erette sulle prospettive Malyj e Srednij, nell'isola Vasil'evskij. I manifestanti, disarmati, non potevano difenderle e i cosacchi e gli ulani le smantellarono facilmente, sciabolando i dimostranti.
Alle sei del pomeriggio il ministro Svjatopolsk-Mirskij riunì il vice-ministro Durnovo, il governatore Fullon, il capo della polizia Lopuchin e i generali Rydzevskij, Mejendorf e Mešetič per concordare un comunicato ufficiale. Fullon presentò le sue dimissioni, pur negando ogni sua responsabilità sui fatti accaduti. Durnovo addebitò le sparatorie all'uso sconsiderato dell'esercito, quando sarebbe bastata la cavalleria per disperdere a frustate i manifestanti disarmati. Mešetič ricordò che le truppe «non erano state chiamate per una parata».
In quel mentre, giunse la notizia che lo zar aveva nominato il generale maggiore Dmitrij Trepov governatore di Pietroburgo con pieni poteri. La riunione si sciolse. Spettò a Lopuchin scrivere il rapporto sugli avvenimenti del giorno. La responsabilità del massacro venne fatta ricadere sulle folle di operai che «si sforzarono ostinatamente ad andare al Palazzo d'Inverno e poi, irritate dall'opposizione che veniva fatta, cominciarono ad attaccare le unità militari». Questa menzogna costituirà la base di tutte le successive versioni ufficiali.
Giunta sera lo zar annotò sul diario: «Le truppe hanno dovuto sparare in diverse parti della città, ci sono stati molti morti e feriti. Signore, com'è doloroso e pesante. Maman è venuta a trovarci dalla città direttamente per la messa. Abbiamo pranzato tutti insieme». La zarina Aleksandra Fëdorovna Romanova non usò mezzi termini: «La folla sapeva che Nicky non era in città e che le truppe sarebbero state obbligate a sparare. San Pietroburgo è una città marcia». Nessuno dei due colse il significato politico di quella giornata e il grave errore da loro commesso. Glielo spiegò in una lettera «il cugino» Guglielmo II: quella gente, che guardava allo zar come a un padre, «era convinta di potersi avvicinare al palazzo e comunicargli i suoi desideri [...] Sarebbe stato utile ascoltare alcuni di loro, riuniti nella piazza e circondati dalle truppe [...] parlare dall'alto del balcone del palazzo, come un fratello, prima che la forza militare entrasse in azione».

### La conta delle vittime

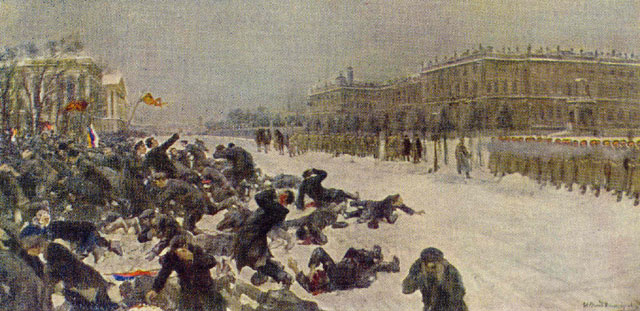
Ivan Vladimirov, La Domenica di sangue al Palazzo d'Inverno

Il 23 gennaio l'organo ufficiale «Pravitel'stvennyj vestnik» pubblicò una prima stima di settantasei morti e duecentotrentatré feriti, modificata il giorno dopo in novantasei morti e trecentotrentatré feriti. A metà febbraio il giornale del governo stabilì la cifra ufficiale definitiva di centotrenta morti e duecentonovantanove feriti. In realtà la polizia, dalla notte del 22 gennaio, fece interrare in fosse comuni dei cimiteri Preobraženskij e Uspenskij un numero imprecisato di vittime.
Se i dati ufficiali sottostimarono il reale numero delle vittime, le cifre fornite dalle fonti indipendenti o di opposizione al regime zarista apparirono spesso gonfiate. Il «Daily Express» e il «Manchester Guardian» riferirono di duemila morti e di quattro o cinquemila feriti, lo «Standard» di tremila morti e ottomila feriti, «L'Humanité» di diecimila tra morti e feriti. Quest'ultima citò un ufficiale di polizia per il quale il numero dei morti sarebbe stato dieci volte superiore alla cifra ufficiale.
È ormai impossibile determinare il numero preciso delle vittime. Gapon riferì nelle sue memorie di seicento-novecento morti e di cinquemila feriti, Michail Pokrovskij di centinaia di morti e di feriti, lo storico bolscevico Vladimir Nevskij di un migliaio tra morti e feriti, mentre una commissione di giuristi della capitale calcolò che la sera del 22 gennaio negli ospedali di Pietroburgo vi fossero già 1.216 morti e più di cinquemila feriti.

## Dopo il massacro

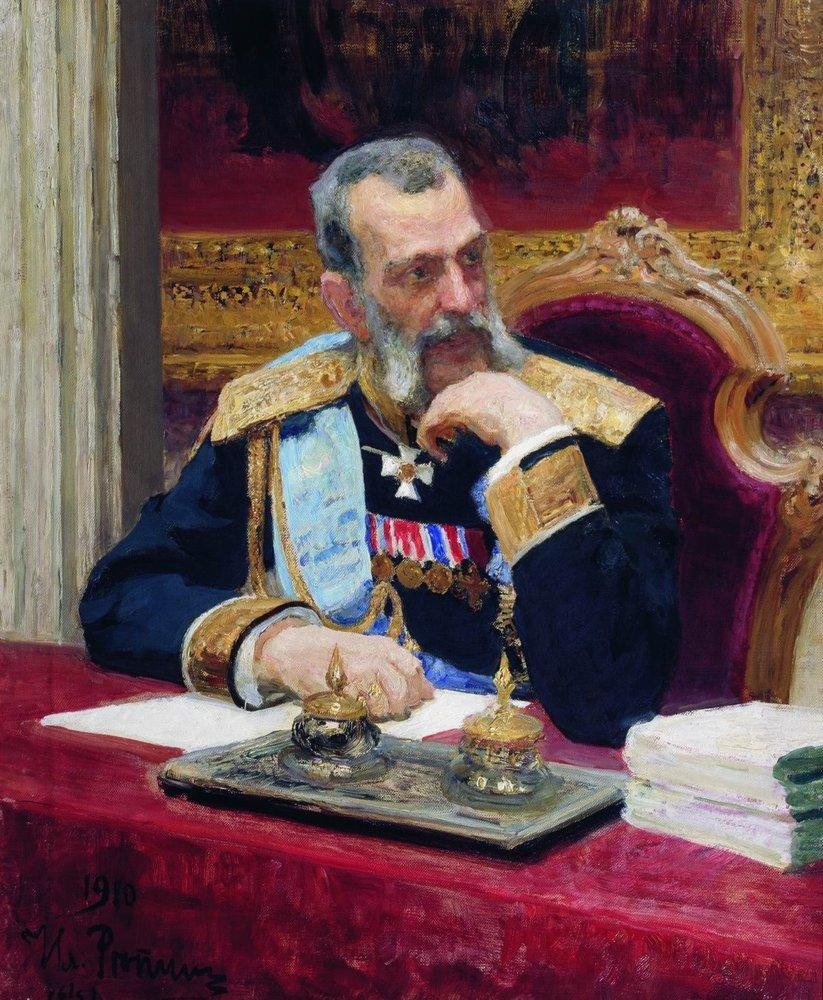
Il'ja Repin, Il granduca Vladimir

Al massacro di Pietroburgo seguirono gli eccidi di Riga e di Varsavia, dove il 24 gennaio gli operai delle industrie erano entrati in sciopero. Il 26 gennaio a Riga una manifestazione di 20.000 persone fu repressa nel sangue dall'esercito: le autorità ammisero quarantadue morti, mentre fonti ufficiose parlarono di settanta vittime. A Varsavia vennero uccisi novantatré dimostranti. Scioperi e manifestazioni seguirono in Finlandia, nella Russia centrale, nel sud, nelle regioni del Volga e del Caucaso.
Il 23 gennaio a Pietroburgo le sezioni dell'Assemblea di Gapon furono chiuse d'autorità. Lo sciopero era tuttavia proseguito e raggiunse la sua massima espansione con 160.000 scioperanti, ma dal 24 gennaio, rimasti senza una direzione, gli operai cominciarono a riprendere il lavoro. I quotidiani mantennero per due giorni un silenzio assoluto sui fatti del 22 gennaio, tranne l'ufficiale Pravitel'stvennyj vestnik che ne dettò l'interpretazione: «la predicazione fanatica» di Gapon e «l'agitazione criminale di malintenzionati» erano responsabili degli «scontri sanguinosi», dovuti al rifiuto della folla di disperdersi e a volte di « attaccare le truppe ».
Il 27 gennaio il Pravitel'stvennyj vestnik trovò altri responsabili negli «agenti inglesi e giapponesi» che avrebbero elargito diciotto milioni di rubli alla popolazione di Pietroburgo per incitarla alla rivolta. La falsa notizia fu rilanciata dal Santo Sinodo: «All'istigazione dei nemici della patria, decine di migliaia di russi ortodossi hanno abbandonato le loro pacifiche attività, hanno deciso di ottenere con la forza e la violenza il ristabilimento di loro pretesi diritti». Alla protesta dell'ambasciatore inglese, che ottenne le scuse ufficiali del governo, il Pravitel'stvennyj vestnik rettificò: solo i giapponesi «hanno fornito il denaro necessario agli agitatori rivoluzionari e liberali» per sabotare le possibilità di vittoria nella guerra in corso.
Il granduca Vladimir Romanov, che nella giornata del 22 gennaio aveva assunto i pieni poteri, era più realista. I «nemici della patria», dichiarò al quotidiano tedesco «Die Zeit», erano i rivoluzionari che volevano mettere fine all'autocrazia e perciò andavano schiacciati, senza ripetere gli errori commessi un tempo da Luigi XVI: «Chi cercherà ancora di alzare la testa contro l'imperatore sarà annientato ancor più impietosamente». Suo fratello Sergej, governatore di Mosca, di fronte agli scioperi verificatisi in alcune fabbriche della città minacciò gli operai di ricorrere alla misure più estreme in caso di manifestazioni. Il 17 febbraio venne ucciso da una bomba lanciata dal socialista-rivoluzionario Ivan Kaljaev.
Trepov, che conduceva la repressione, fece arrestare 688 sospettati di attività sovversiva. Tra questi anche lo scrittore Gor'kij, che venne liberato, ma tenuto sotto sorveglianza, a seguito delle proteste internazionali guidate da Anatole France. Il 25 gennaio, un manifesto a firma di Trepov e del ministro Kokovcov comparve sulle strade di Pietroburgo. Gli operai sono stati manipolati da «malintenzionati», si affermava, con promesse «illusorie e irrealizzabili», dimenticando che «il governo si è sempre preoccupato delle loro necessità». Invitando gli operai a tornare al lavoro, si prometteva «una legge concernente una futura diminuzione del tempo di lavoro e misure che daranno ai lavoratori mezzi legali per manifestare i loro bisogni».

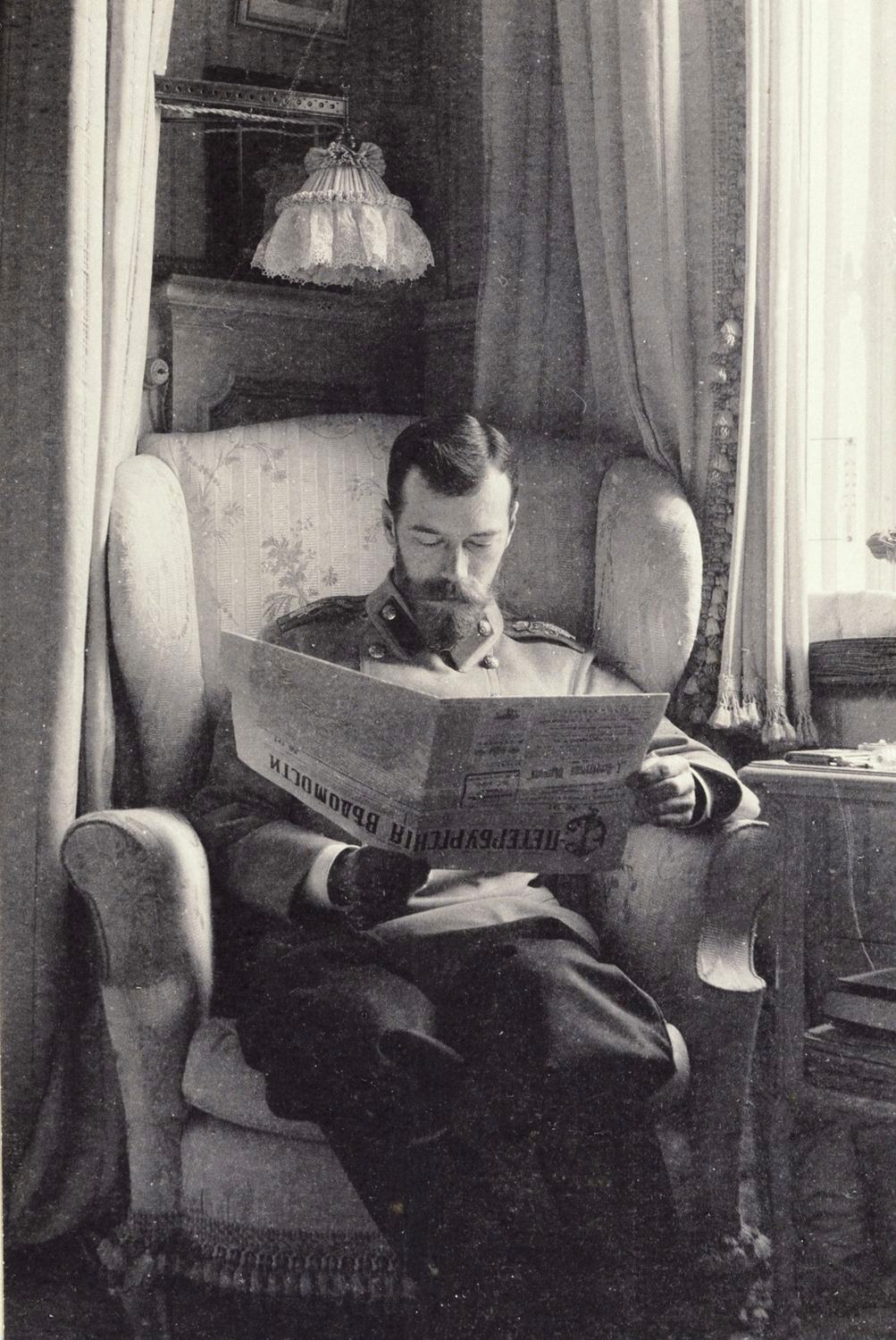
Nicola II in lettura a Carskoe Selo

Il 26 gennaio i giornali scrissero che i due regnanti « si sono degnati di autorizzare con loro estrema benevolenza che venga prelevata dalle loro risorse personali la somma di 50.000 rubli » da distribuire alle famiglie delle vittime. Molti rifiutarono quel denaro. Il 29 gennaio Trepov si fece dare dagli industriali di Pietroburgo una lista di operai. Dovevano essere «credenti, incensurati, non molto intelligenti, ma dotati di buon senso, né giovani né vecchi». La mattina del 1º febbraio trentaquattro operai così selezionati, vestiti degli abiti migliori, dopo essere stati perquisiti furono condotti dai gendarmi al Palazzo d'Inverno, dove Trepov li informò che sarebbero stati ricevuti dallo zar e li istruì sull'etichetta: dovevano tacere e inchinarsi. Accompagnati ciascuno da un gendarme, presero poi il treno per la reggia di Carskoe Selo.
Qui furono ancora perquisiti e finalmente, allineati in una sala, videro apparire Nicola II con Trepov e il ministro Kokovcov. Lo zar, senza nemmeno guardarli, lesse un discorso preparato da Trepov. Era molto agitato. Li rimproverò di essersi fatti trascinare nell'errore «dai traditori e dai nemici della patria» e ricordò che scioperi e manifestazioni provocheranno sempre la reazione delle forze armate: «Venire in massa in rivolta a dichiararmi i vostri bisogni è un atto criminale». Tuttavia perdonò «il loro errore», invitandoli a «tornare al loro pacifico lavoro». Così congedati, trovarono preparato per loro «un vero pranzo regale, con la vodka » e poi furono liberi di tornare a Pietroburgo, questa volta con i propri mezzi. Al loro ritorno in fabbrica dovettero subire i sarcasmi e gli insulti dei compagni di lavoro.
Nicola II annotò nel suo diario: «Giornata estenuante. Ho ricevuto una delegazione di operai delle grandi fabbriche e delle officine di Pietroburgo, ai quali ho detto qualche parola sui recenti disordini. La sera son stato portato a leggere a lungo. E tutto questo mi ha definitivamente indebolito la testa».
In quegli stessi giorni il pittore Il'ja Repin scriveva di Nicola II al critico d'arte Vladimir Stasov: «Che bella cosa che, oltre alla sua bassezza, alla sua avidità, alla sua natura di ladro e di bandito, egli sia però tanto stupido da cadere presto in trappola, con la più grande gioia delle persone illuminate! Ah, basta! Che il potere dell'ignoranza d'una turpitudine rivoltante stia finalmente per crollare?».

## Memoria
- Nel 1906 Maksim Gor'kij scrisse il saggio Il 9 gennaio, e in un episodio del romanzo La vita di Klim Samgin, scritto dall 1925 al 1936, descrive la manifestazione al Ponte della Trinità.
- Majakovskij ha dedicato la poesia Il 9 gennaio alla Domenica di sangue.
- L'opera pittorica Piccoli soldati, bravi uomini, dov'è la gloria? di Valentin Aleksandrovič Serov rappresenta la carica dei dragoni prima del massacro.
- Il regista Vjačeslav Viskovskij girò nel 1925 il film Il 9 gennaio; nei film Prologo di Efim Dzigan (1956) e Nicola e Alessandra di Franklin Schaffner (1971), sono presenti scene della Domenica di sangue.
- Dmitrij Šostakovič compose il poema sinfonico Il 9 gennaio e la Sinfonia n. 11 il cui secondo tempo è dedicato alla Domenica di sangue.
- Un cimitero di Pietroburgo è intitolato alle vittime del 9 gennaio 1905.